# Centriculus flavus
Centriculus flavus är en insektsart som beskrevs av Goding 1929. Centriculus flavus ingår i släktet Centriculus och familjen hornstritar. Inga underarter finns listade i Catalogue of Life.